# Mary Elizabeth Mastrantonio
Mary Elizabeth Mastrantonio (Lombard, 17 de novembro de 1958) é uma atriz e cantora norte-americana de ascendência italiana.
O primeiro trabalho de Mary Elizabeth no cinema foi em Scarface, de Brian de Palma, no papel de Gina Montana, irmã do gângster Tony Montana (Al Pacino). Mas ela se tornaria famosa ao ser indicada ao Óscar de melhor atriz coadjuvante pelo filme A Cor do Dinheiro, em que contracenou com Paul Newman e Tom Cruise.
Sua filmografia inclui ainda trabalhos importantes nos anos 80, como Dançando com o Perigo e O Calendário da Morte. Fez ficção científica (The Abyss, de James Cameron) e aventura, como Robin Hood, Príncipe dos Ladrões, assumindo de última hora um papel que seria de Robin Wright Penn.
Ultimamente, tem sido seletiva com seus trabalhos, para dedicar mais tempo à família. Desde 1992, quando fez Jogos de Adultos, seu trabalho de maior relevo foi em Mar em Fúria. Também fez um trabalho marcante na quarta temporada da telessérie Desaparecidos.
Tem feito musicais na Broadway, como The Human Comedy e a remontagem de O Homem de la Mancha, no papel de Dulcinéia, contracenando com Brian Stokes Mitchell.
Mary Elizabeth está casada com o cineasta Pat O'Connor desde 1990 e mora em Londres com seus dois filhos.